# Deatrick Nichols

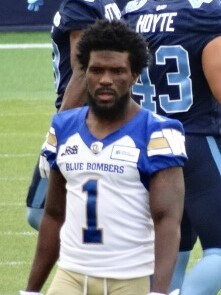
Deatrick Nichols (2022)

Deatrick Nichols (geboren am 8. Juni 1994 in Miami) ist ein US-amerikanischer American-Football-Spieler auf der Position des Cornerbacks. Er spielte College-Football bei South Florida.

## Frühes Leben und Highschool
Nichols ist in Miami, Florida, geboren und aufgewachsen und war ein Kindheitsfreund seines zukünftigen Teamkollegen in South Florida und späteren Runningback der Cincinnati Bengals, Quinton Flowers. Er besuchte die Miami Central High School in West Little River, Florida, wo er Football spielte und Leichtathletik betrieb. Im Football verzeichnete Nichols 105 Tackles, 12 Interceptions und zwei erzwungene Fumbles in vier Jahren, als die Rockets in seiner Erst-, Jugend- und Seniorensaison die Staatsmeisterschaften gewannen. Nichols entschied sich für College-Football an der University of South Florida, wo sein ehemaliger Highschool-Trainer Telly Lockette im Trainerstab war, trotz der Angebote mehrerer hochkarätiger Programme, darunter LSU, Tennessee, Miami und Clemson.

## College-Karriere
Nichols spielte vier Saisons für die South Florida Bulls und spielte in den letzten drei Jahren als Starter in der Defensive. Als Erstsemester kam Nichols in sieben Spielen als Reserveverteidiger von der Bank und startete in einem Spiel. Er wurde in seiner zweiten Saison zum Starter und wurde in die erste Mannschaft der All-American Athletic Conference (AAC) berufen, nachdem er 62 Tackles, 8,5 davon für Verluste, zwei erzwungene Fumbles und eine Fumble Recovery sowie vier Interceptions, darunter den einzigen defensiven Touchdown der USF in dieser Saison, und fünf verteidigte Pässe verzeichnete. Als Junior führte er die Bulls mit vier Interceptions und sieben Passverteidigngen an und machte 49 Tackles (2 für Verlust) und wurde in die zweite Mannschaft All-AAC aufgenommen. Als Senior erzielte Nichols 56 Tackles, 12 Passverteidigungen und 3 Interceptions und wurde erneut in die erste Auswahl der AAC berufen. Nichols beendete seine College-Karriere mit 175 Tackles, 11 Interceptions (die dritthäufigsten in der Schulgeschichte), 24 abgewehrten Pässen, drei erzwungenen Fumbles, einer Fumble Recovery, einem Sack und 14,5 Tackles für Verlust in 50 gespielten Spielen.

## Professionelle Karriere

### Arizona Cardinals
Nichols unterschrieb am 28. April 2018 bei den Arizona Cardinals als Undrafted Free Agent. Sein NFL-Debüt gab Nichols am 16. September 2018 gegen die Los Angeles Rams, wo er in Special Teams spielte. Am 8. Oktober 2018 wurde er entlassen und in den Practice Squad zurückversetzt. Am 18. Oktober 2018 wurde er in den aktiven Kader befördert, zwei Tage später wurde er entlassen und am 23. Oktober wieder in den Trainingskader zurückversetzt. Am 18. Dezember 2018 wurde er in den aktiven Kader befördert und am 28. Dezember 2018 wieder von den Cardinals entlassen. Insgesamt trat Nichols in seiner Rookie-Saison in zwei Spielen, ausschließlich in Spezialteams, mit einem Tackle in Erscheinung. Am 31. Dezember 2018 unterzeichnete er einen Reserve-/Zukunftsvertrag mit den Cardinals.
Nichols wurde von den Cardinals als Teil der finalen Reduzierung des Kaders am 31. August 2019 entlassen.

### Houston Roughnecks
Nichols wurde von den Houston Roughnecks in der 39. Runde (neunte Runde der vierten Phase) des XFL-Draft 2020 ausgewählt. Nichols verzeichnete 24 Tackles (drei für Verlust), einen Sack, sechs verteidigte Pässe und drei Interceptions (Spitzenwert der Liga), bevor die XFL-Saison 2020 aufgrund wachsender Besorgnis über den SARS-CoV-2-Virus abgebrochen wurde. Er wurde am 23. März nach der Unterzeichnung mit den Saints auf die Reserve-/Sonstige-Liste gesetzt.

### New Orleans Saints
Am 24. März 2020 wurde Nichols von den New Orleans Saints unter Vertrag genommen.

### Miami Dolphins
Nach seiner Entlassung in New Orleans nahmen die Miami Dolphins Nichols am 13. August 2020 unter Vertrag, entließen ihn allerdings ebenfalls vor Saisonbeginn.

### Winnipeg Blue Bombers
Am 5. Februar 2021 unterschrieb Nichols einen Vertrag bei den Winnipeg Blue Bombers in der CFL.